# District historique d'Annaberg
Le district historique d'Annaberg est un district historique de Saint John, dans les Îles Vierges des États-Unis. Le quartier historique d'Annaberg constitue un lieu historique de Saint John, où se trouvent les ruines de la plantation de sucre Annaberg.

## Historique
Le district historique d'Annaberg est une des nombreuses plantations ayant appartenu à Frederick Moth dans les années 1720-1730, premier gouverneur danois de l'île de Sainte-Croix, et, plus tard, gouverneur général des Antilles danoises.
Au début du XIXe siècle, le site d'Annaberg était un des plus grands producteurs de sucre de Saint John mais produisait également de la mélasse et du rhum destinés à l'exportation.

## Ruines
Les ruines du quartier historique comprennent une usine, des quartiers d'esclaves et d'autres structures associées à la production de sucre.